# رامبدج
رامبدج (بالإنجليزية: Rampage)‏ هو صاروخ جو أرض طورته شركة الصناعات العسكرية الإسرائيلية، مشتق من صاروخ إكسترا. وهو صاروخ يمكن إطلاقه من مسافات بعيدة لإصابة الأهداف عالية القيمة مثل مواقع الرادارات ومراكز الاتصالات ومستودعات السلاح والمطارات. أُعلن عن رسميًّا في يونيو 2018، ويقال أنه استخدم أول مرة في أبريل 2019 في ضربة جوية إسرائيلية على أهداف في سوريا. النظام قابل للبرمجة قبل الإطلاق، ويستخدم نظام الملاحة باستخدام الأقمار الاصطناعية إلى جانب الملاحة بالقصور الذاتي.
تناقلت وسائل إعلام خبر استخدام الصاروخ لضرب قاعدة عسكرية إيرانية في الهجوم الإسرائيلي على أصفهان في 2024.